# Juncaria atlantica
Juncaria atlantica är en fjärilsart som beskrevs av Herrich-Schäffer 1855. Juncaria atlantica ingår i släktet Juncaria och familjen nattflyn. Inga underarter finns listade i Catalogue of Life.